# Ophiorrhiza
Ophiorrhiza là một chi chủ yếu toàn là những cây thân thảo, bao gồm 200–300 loài trên toàn thế giới và phân bố chủ yếu trong các khu rừng nhiệt đới ẩm từ Đông Ấn Độ đến Tây Thái Bình Dương và từ Nam Trung Quốc đến Bắc Úc.
Ở Trung Quốc, có 72 loài đại diện (với khoảng 50 loài đặc hữu) xuất hiện chủ yếu ở phía nam và tây nam nước này, Ấn Độ có 50 loài, Thái Lan và các khu vực lân cận có 33 loài. Trái ngược với các nước láng giềng, kiến thức về hệ thống và phân loại của chi ở Việt Nam vẫn còn ít được biết đến. Trong Flore générale de l'Indochine, Pittard (1923) đã báo cáo 11 loài và một thứ của Ophiorrhiza cho Việt Nam. Sau đó, Pham (2003) và Tran (2005) đã thống kê tổng cộng 13 loài và một thứ của chi cho Việt Nam. Tuy nhiên, việc sửa đổi chi cho Việt Nam đã không được thực hiện cho đến nay.
Trong quá trình khám phá thực vật gần đây ở dãy núi Hoàng Liên, Tây Bắc Việt Nam giáp trung tâm đa dạng loài Ophiorrhiza ở phía Tây Nam Trung Quốc, các nhà khoa học đã phát hiện ra loài mới mang về chi Việt Nam đó là loài Ophiorrhiza hoanglienensis năm 2020.

## Loài
Lưu ý: Danh sách này chưa hoàn thiện.
Chi Ophiorrhiza gồm các loài:
- Ophiorrhiza acuminata
- Ophiorrhiza blumeana
- Ophiorrhiza bracteata
- Ophiorrhiza cantoniensis
- Ophiorrhiza carinata
- Ophiorrhiza caudata
- Ophiorrhiza dulongensis
- Ophiorrhiza filistipula
- Ophiorrhiza hoanglienensis
- Ophiorrhiza japonica
- Ophiorrhiza kuroiwai
- Ophiorrhiza liukiuensis
- Ophiorrhiza longiflora
- Ophiorrhiza lurida
- Ophiorrhiza major
- Ophiorrhiza michelloides
- Ophiorrhiza mungos
- Ophiorrhiza nutans
- Ophiorrhiza prostrata
- Ophiorrhiza pumila
- Ophiorrhiza rosea
- Ophiorrhiza rugosa
- Ophiorrhiza succirubra

## Hình ảnh

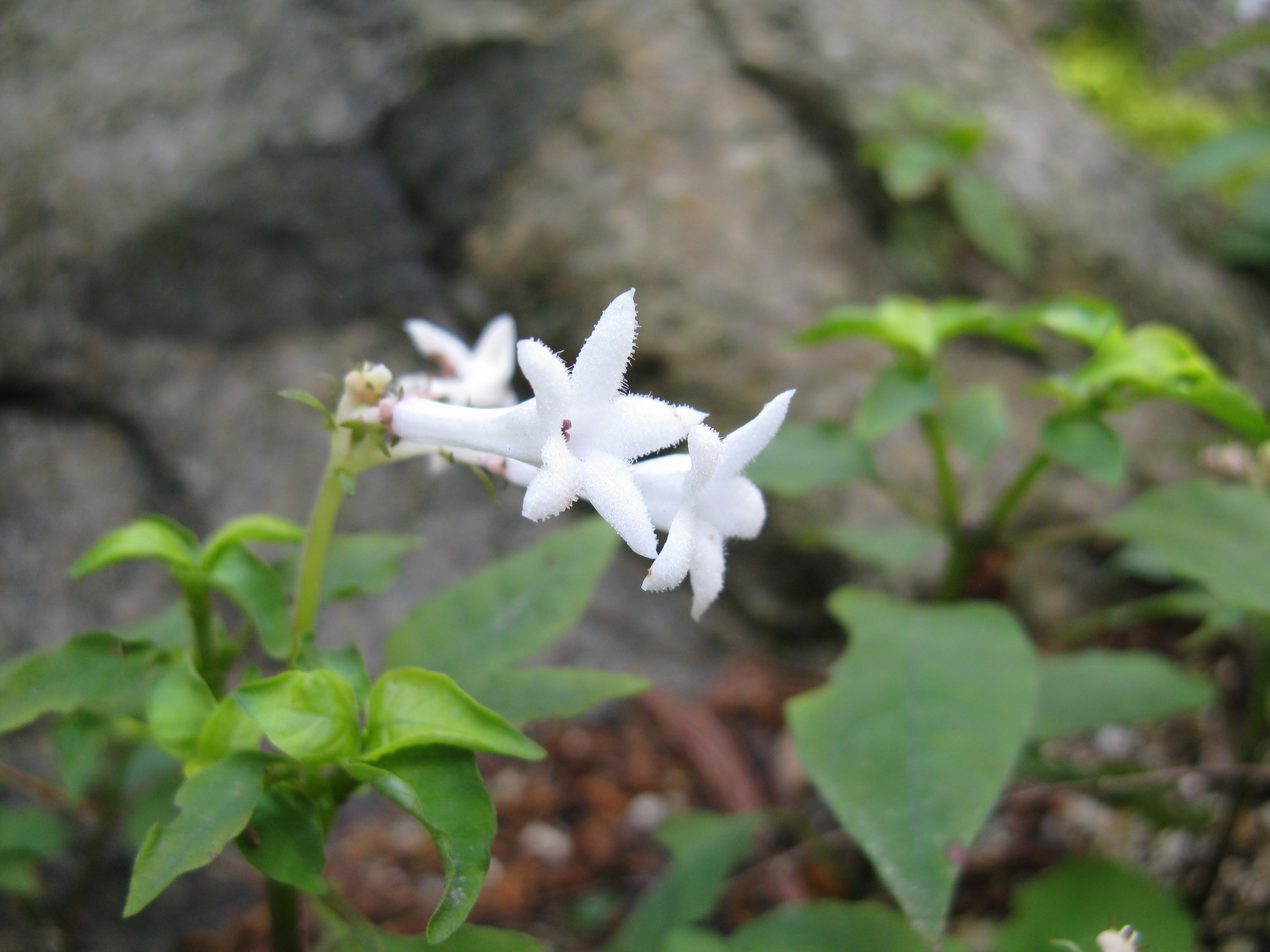
Hoa Ophiorrhiza japonica
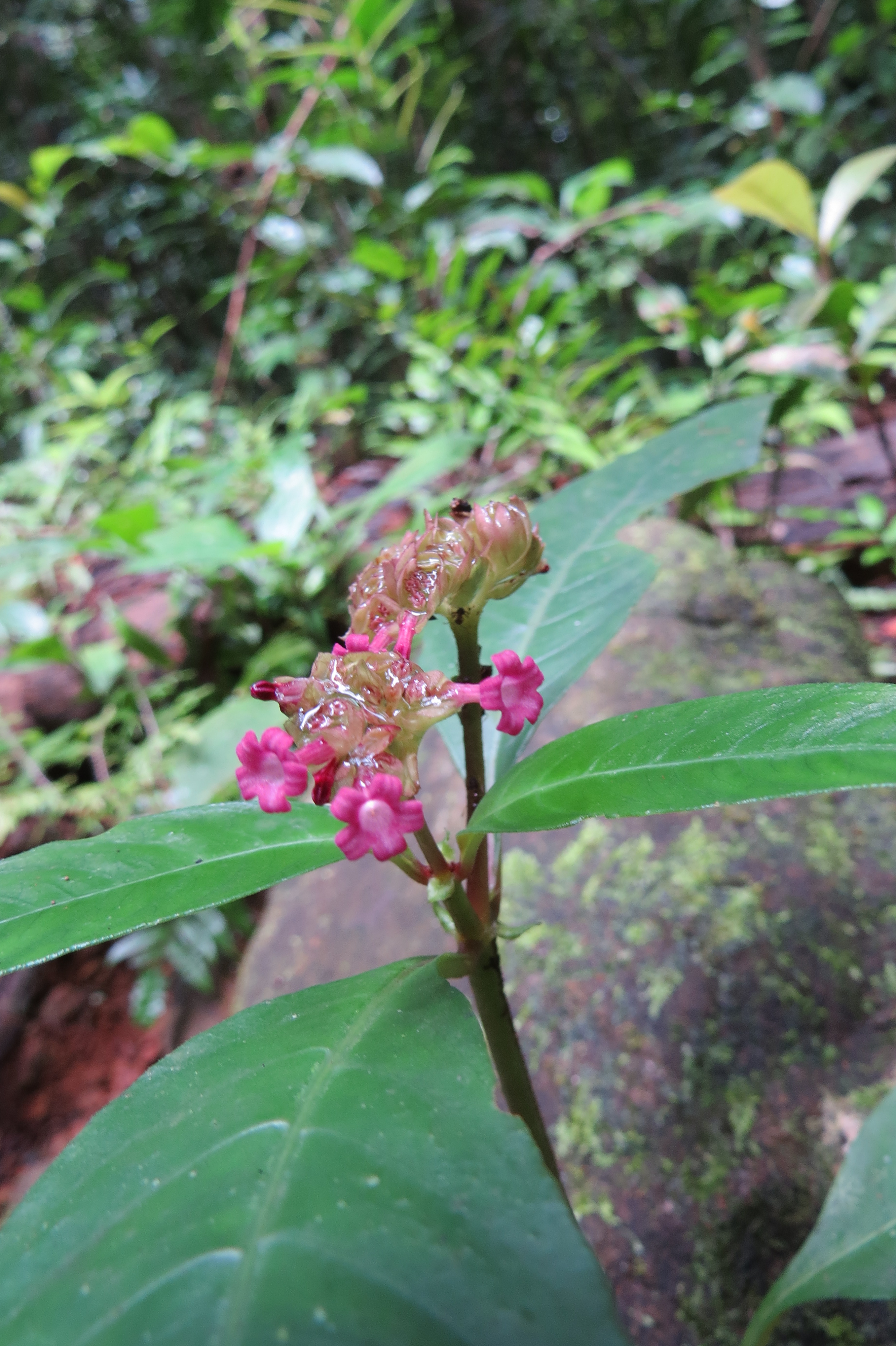
Hoa Ophiorrhiza pectinata
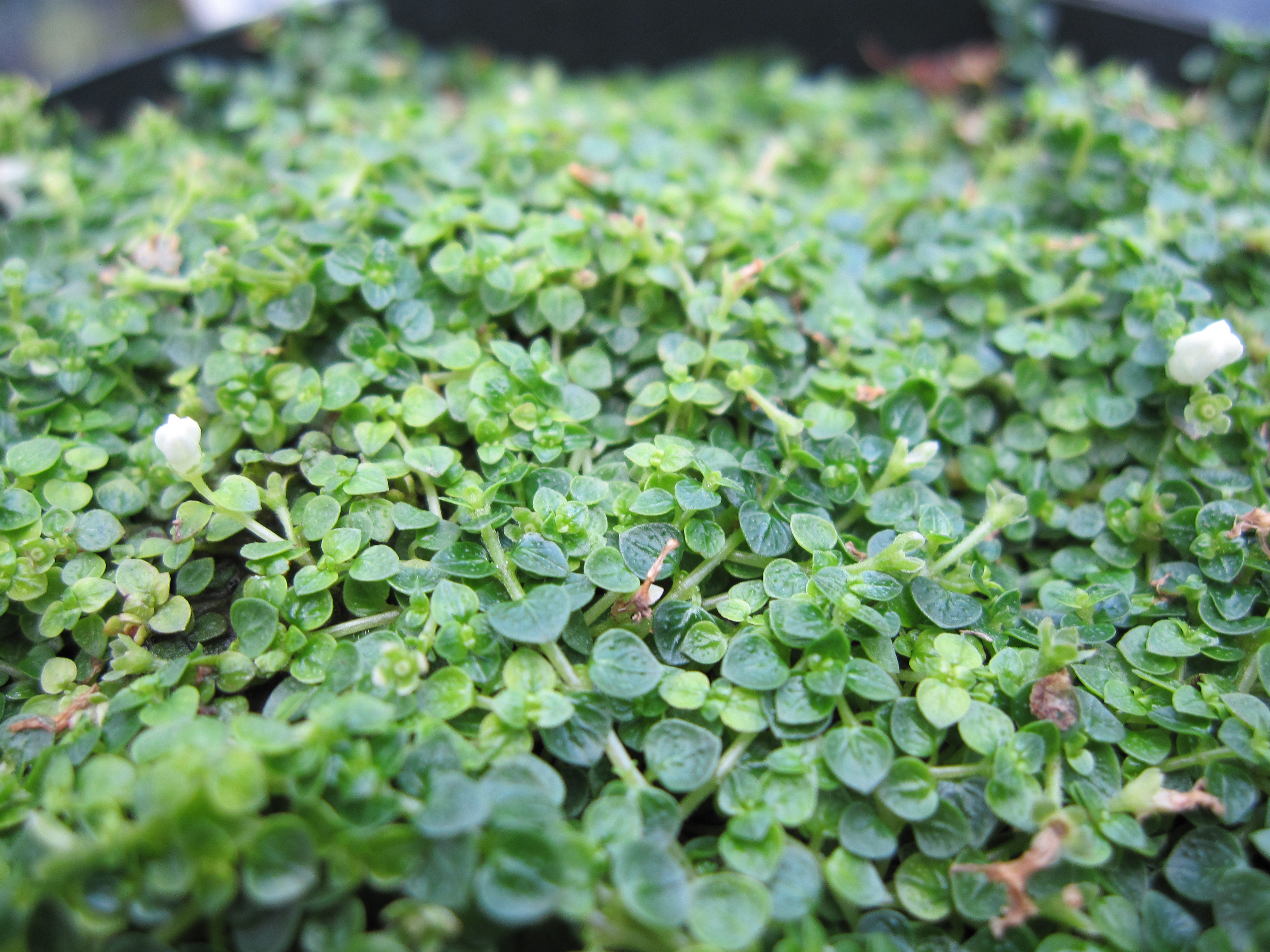
Ophiorrhiza yamashitae
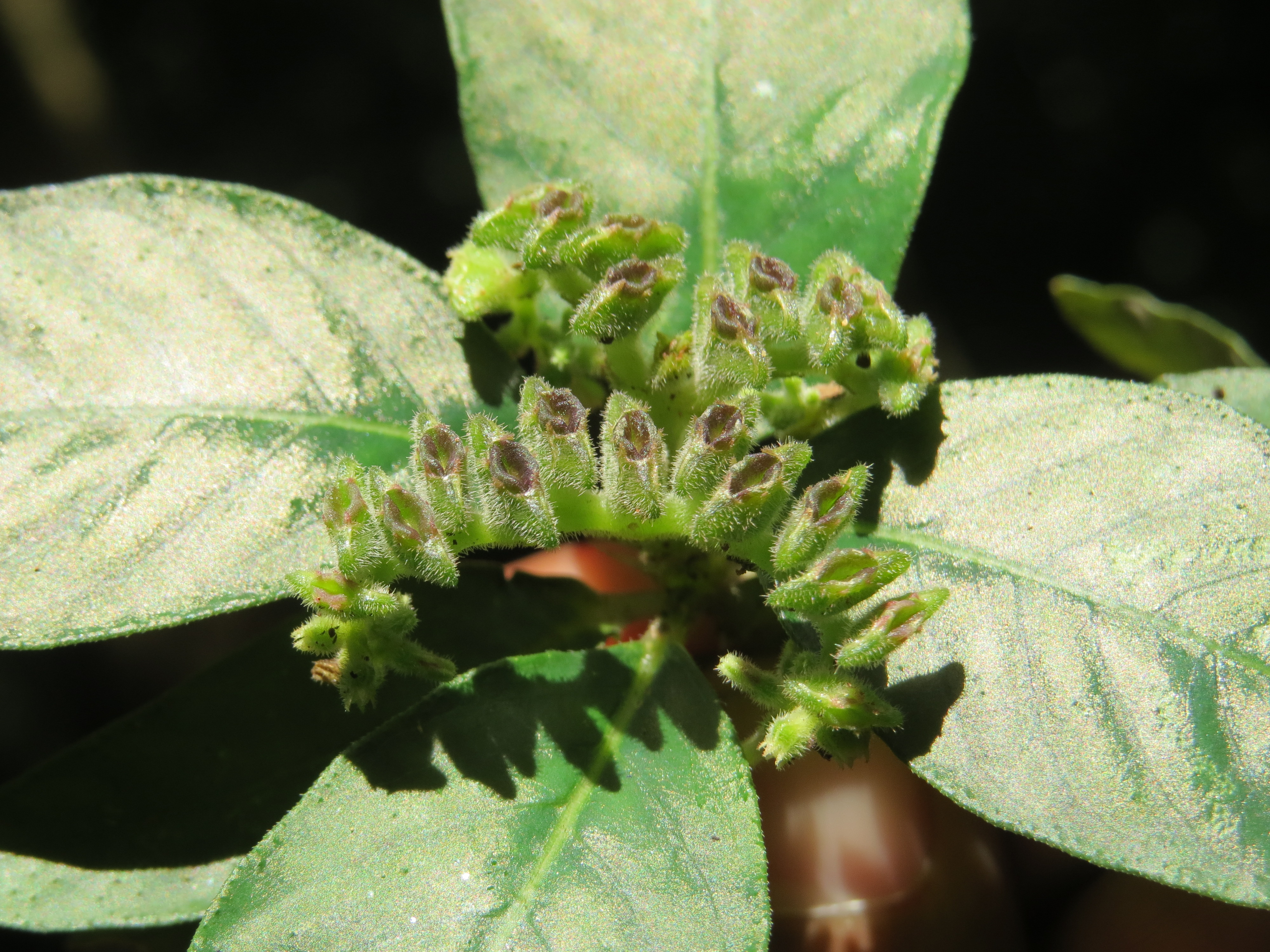
Ophiorrhiza trichocarpon
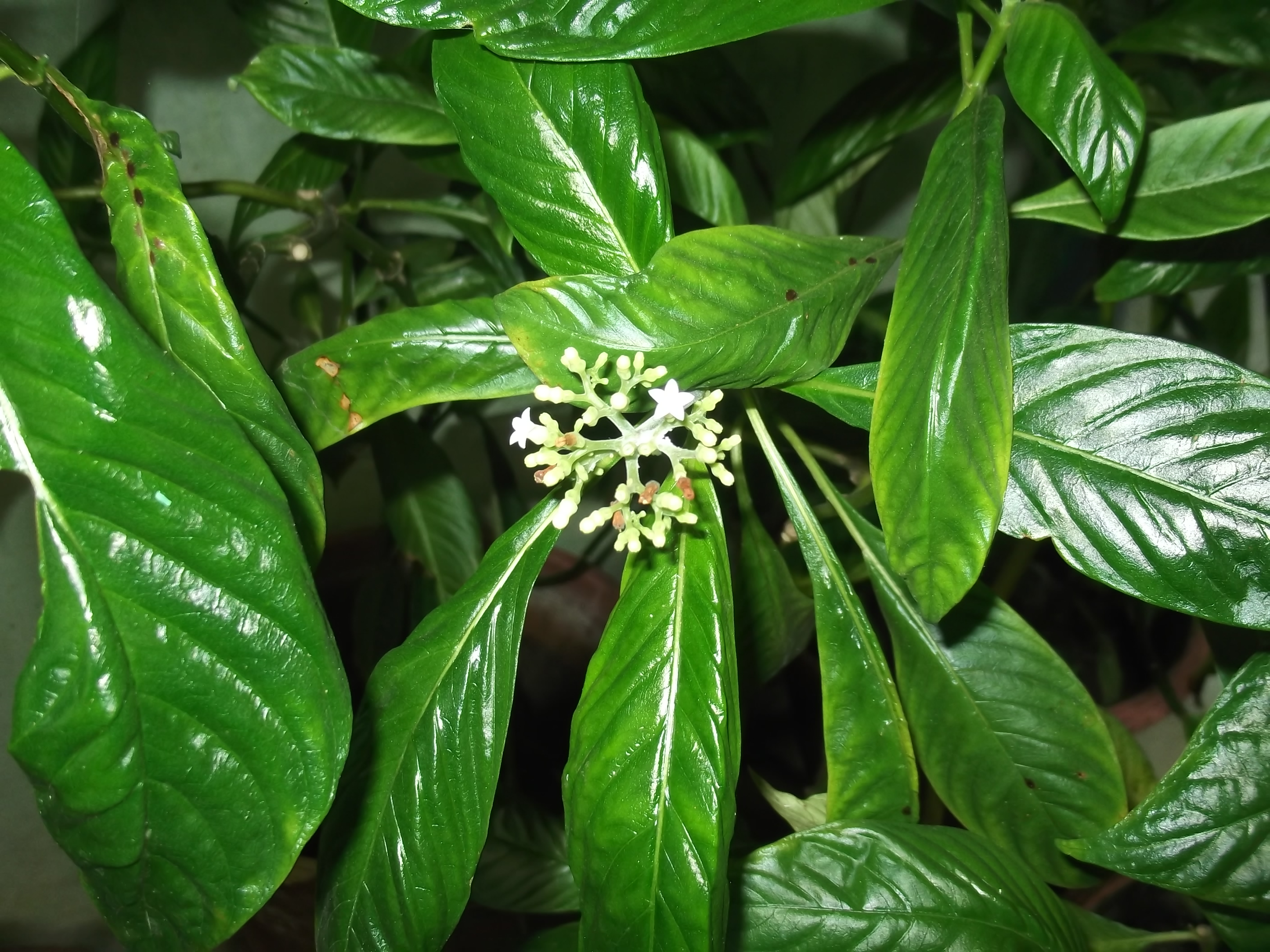
Ophiorrhiza mungos